# Johann Jakob Vischer
Johann Jakob Vischer (* 12. September 1914 in Basel; † 12. Januar 1985 in Bern; heimatberechtigt in Basel) war ein Schweizer Bauingenieur und Berufsoffizier (Korpskommandant). Von 1972 bis 1976 war er Generalstabschef der Schweizer Armee.

## Leben und Wirken
Johann Jakob Vischer war Sohn des Architekten Paul Vischer-Geigy und besuchte in Basel das Gymnasium, das er 1933 mit einer B-Matur abschloss. 1939 erlangte er nach Studien an der ETH Zürich und in Berlin das Diplom als Bauingenieur. Nach Tätigkeiten als Bauleiter bei den Kraftwerken Oberhasli trat er 1943 in das Korps der Instruktionsoffiziere der Genietruppen ein. Er absolvierte eine Militärschule in Namur (Belgien) und besuchte in den USA das US Corps of Engineers. 1949 Eintritt in das Korps der Schweizer Generalstabsoffiziere.
Seine Milizkarriere absolvierte er grösstenteils im Feldarmeekorps 1, wo er unter anderem das Füs Bat 19 und Inf Rgt 45 kommandierte, ehe er 1968 das Kommando der Grenzdivision 7 übernahm.
Johann Jakob Vischer war von 1963 bis 1967 Waffenchef der Genietruppen und Chef der Abteilung für Genie und Festungen. Er reorganisierte die Abteilung nach modernen Organisationsgrundsätzen, straffte die Ausbildung der Genietruppen und schulte systematisch Stäbe und Kommandanten.
1968 übertrag ihm der Bundesrat das Kommando für das Feldarmeekorps 2 unter gleichzeitiger Beförderung zum Korpskommandanten. Von 1972 bis 1976 war er Generalstabschef der Schweizer Armee und integrierte sie in die Gesamtverteidigung. In dieser Zeit entwickelte er unter anderem das Armeeleitbild 80. Vischer trat ein für eine dem Gelände angepasste Kriegsbereitschaft der Armee im Defensivkampf, die durch den Raumschutz der Luftwaffe ergänzt wurde.
Von 1966 bis 1971 war er Verwaltungsrat der Firma Geigy in Basel und von 1977 bis 1984 der Firma Ciba-Geigy AG. Vischer war seit 1948 verheiratet mit Klara Erika Messer.